# Fur
Pour les articles homonymes, voir Fur (homonymie).
Fur est une petite île danoise dans le Limfjord comptant environ 900 habitants. L'île couvre une superficie de 22 km².  Elle est située dans la Municipalité de Skive.
L'île est une rare place au monde avec des dépôts d'une argile particulière, le moler, qui constitue la formation géologique dite Formation de Fur. La chasse aux fossiles est une activité populaire et le moler rend plus facile cette recherche de fossiles lesquels ont plus de 55 millions d'années. Certains des fossiles découverts sur l'île sont exposés au Fur Museum.